# Ledley King
Ledley King, född 12 oktober 1980 i Stepney, London, är en engelsk före detta fotbollsspelare som spelade för Tottenham Hotspur FC. Han avslutade sin karriär under juli 2012. King är den spelare som har representerat Tottenham Hotspur längst och var lagkapten från och med 2005 fram till 2012. I mars 2009 blev King i en artikel i The Times utnämnd till Tottenhams 25:e bäste spelare genom tiderna.
Under de senaste säsongerna i karriären plågades King av kroniska knäproblem, för vilka inga effektiva behandlingar eller botemedel hittats, något som hindrade honom från att spela mer än en match per vecka. Istället för att träna med resten av truppen åtog sig King rehabövningar på egen hand. Hans tidigare tränare Harry Redknapp kallade King "an absolute freak" på grund av att han kunde prestera på Premiership-nivå trots sin skadefrånvaro på träningar. King har även fått beröm från den tidigare lagkamraten och Sky Sports-experten Jamie Redknapp, som sa att "Han är som en bollmagnet, ett fullblod till försvarare, den bästa mittbacken i landet.
King anses också vara en legend i klubben av Tottenham Hotspurs fans. Hans lojalitet, ledarskap och höga prestationsförmåga samtidigt som han upplever de ovan nämnda skadeproblemen har gjort honom omtyckt av publiken. King meddelade sin avgång från alla former av fotboll den 19 juli 2012 som en följd av de kroniska knäskador som följde honom genom hans karriär, men det bekräftades att han skulle fortsätta att representera Tottenham Hotspur på ambassadörsnivå.

## Klubbkarriär

### 1996-2001
King gick till Tottenham Hotspur som trainee i juli 1996 och blev professionell året därpå. Hans debut kom i maj 1999 på Anfield, en match som slutade i en 3-2-förlust mot Liverpool. Då han etablerade sig i förstalaget under den dåvarande tränaren George Graham användes han ofta som mittfältare. Det var med hjälp av hans prestationer på det centrala mittfältet under Tottenhams 2-1-seger över Liverpool i november 2000 som han etablerade sig i Spurs laguppställning. Hans första mål för Tottenham kom i december 2000 i en 3-3-match mot Bradford City som gjordes på 9,7 sekunder, vilket blev det snabbaste gjorda målet i Premier League.

### 2006-2012
Efter att ha skadat sitt knä under försäsongsträningen kunde inte King inleda sin säsong förrän i mitten av september. Sedan efter att han brutit mellanfoten gjorde han inget framträdande i Tottenhamtröjan från annandag jul till UEFA-cupkvartsfinalen mot Sevilla i mitten av april. Totalt spelade Spurs 59 matcher den säsongen, King deltog i mindre än hälften av dem. Tottenham lyckades bara nolla toppmotståndarna tre gånger utan King på planen. I en Premier League match mot de regerande mästarna Chelsea på White Hart Lane vann Spurs matchen med 2-1, vilket betydde att King som lagkapten hade lett Tottenham till deras första ligaseger över Chelsea sedan 1990, och den första på White Hart Lane sedan 1987.
King opererades under sommaren, vilket innebär att han skulle missa början av säsongen. Tränaren Martin Jol hade avskedats och ersatts av Juande Ramos. På annandag jul 2007 gjorde King en överraskande comeback i startelvan mot Fulham, där han spelade 73 minuter innan han blev ersatt av Adel Taarabt. Han spelade sporadiskt under resten av säsongen, men ledde som kapten Tottenham till en 2-1-seger över Chelsea i ligacupfinalen 2008, den första stora meriten under hans karriär.
Den 3 april 2008 meddelades det att han skulle vara borta för resten av säsongen, då Tottenham hade blivit utslagna i UEFA-cupen, FA-cupen och varit oförmögna att kvalificera sig för Champions League-spel genom ligaplacering. King hade då spelat 10 matcher under hela säsongen, varav endast fyra Premiership-matcher.
Det blev tydligt i början av säsongen 2008/2009 att Kings skadeproblem gjorde att han inte kunde spela varje match. Ramos spelade honom i alla fem av de cupmatcher han tränade laget i för den säsongen, men endast två av åtta ligamatcher. Med Spurs i botten av ligan, efter att endast ha tagit två poäng på dessa åtta matcher, fick Ramos sparken och ersattes av Harry Redknapp, som valde att prioritera ligan och spelade King endast i dessa matcher. Den 26 oktober 2008 gjorde King sin 200 ligaframträdande för Tottenham Hotspur när de besegrade Bolton Wanderers med 2-0. Han var åter igen kapten på plan i ligacupfinalen, denna gång mot Manchester United, och höll nollan i 120 minuters spel, dock förlorade Tottenham på straffar.
| ”                                         | Det finns inget botemedel. Det finns inget brosk, ingenting att operera på. Det är bara ben mot ben. Så det är bara en fråga om att hantera det. Det sväller upp efter spel och normalt tar det sju dagar att återhämta sig men efter att ha spelat på måndag kväll han har haft mindre tid än vanligt. Han tränar sällan, han går mest bara till gymmet för att hålla sig igång. Men han springer inte eller något sådant. Men även om han bara spelar 20 matcher per säsong, är han värd att ha kvar eftersom han är så bra att vi har en mycket bättre chans att vinna. | „ |
| – Harry Redknapp om Ledley Kings knäskada | |   |

King vann sin första ligamatch mot Arsenal den 14 april 2010, med en 2-1-seger, som han spelade 90 minuter i. Exakt tre veckor senare, den 5 maj 2010, var King kapten i Tottenhams vinst med 1-0 borta mot Manchester City, vilket garanterade Tottenham sin högsta placering någonsin i Premier League (PL bildades 1992) och säkrade inträde i kvalet för UEFA Champions League för första gången. 
King hade varit ett stort tvivel inför matchen då han hade spelat mot Bolton bara 4 dagar tidigare, men hans prestationer i denna och många andra matcher i början av 2010 säkrade platsen i Fabio Capellos Englandtrupp för VM i Sydafrika 2010. Den 16 maj 2010 förlängde King sitt kontrakt med Tottenham med två år, som skulle hålla honom i klubben fram till 2012.
Den 19 juli 2012 meddelade King att han avslutar sin karriär. Han kommer att fortsätta i Tottenham som klubbambassadör.

## Meriter
- Ligacupen: 2008, tvåa 2002, 2009
- Månadens spelare: September 2004